# شق 2
شق 2 (بالإنجليزية: Slot 2) وهو وصلة لوحدات المعالجة المركزية التابعة لشركة إنتل من نوع بنتيوم 2 كزيون وبنتيوم 3 كزيون. وبالمقارنة مع شق 1 لمعالجات بنتيوم 2 التي كانت تسوق للحواسيب المنزلية و المكتبية. كانت وحدات بنتيوم 2 كزيون تسوق للخوادم ومحطات العمل وشبيهة لوحدات بنتيوم 2 اللاحقة, ومبنية على نظام بي 6, وكانت تحتوي على كاتش (Cache) منفصل عنها مما ساعدة على تكبير L2 cache لحجم بين 512 بايت إلى 2048 KB وبسرعة كاملة, بينما كانت وحدات بنتيوم 2 تحتوي على كاتش ذ و ع س من تصنيع شركات أخرى بـ50% من سرعة وحدة المعالجة المركزية لتخفيض السعر. ولاستخدام شق 2 سرعة كاملة للكاتش إحتاجة إنتل أن تزيد عدد الوصلات لتصبح 330 وصلة. وتم لاحقا استبدال شق 2 بمقبس 370 لوحدات بنتيوم 3 فولاتين (Pentium III Tualatin) وعلى الرغم من أنها كانت تشبه إلى حد كبير وحدات بنتيوم 2 كزيون.